# معركة أورومتشي (1933–1934)
معركة أورومتشي الثانية هي نزاع وقع في شتاء 1933-1934 في أورومتشي، بين القوات الإقليمية لأمير الحرب شنغ شيكاي وتحالف الجنرال المسلم الصيني ما تشونغ يينغ والجنرال من عرقية الهان الصينية تشانغ بييوان. استولى تشانغ على الطريق بين تاتشنغ والعاصمة. قاد شنغ شيكاي القوات المنشورية ووحدة من الجنود الروس البيض، بقيادة العقيد بابينجوت. لقد حثت حكومة جمهورية الكومينتانغ الصينية سرًا تشانغ وما على الإطاحة بشنغ بسبب علاقاته مع الاتحاد السوفيتي، حتى عندما كانوا يستعدون لإدائه القسم كحاكم لسنجان. لقد أرسل الزعيم القومي الصيني الجنرال شيانج كاي شيك لوه وينجان إلى سنجان، حيث التقى بما تشونغ ينغ وتشانغ بييوان وحثهما على تدمير شنغ.
كادت القوات الهانية الصينية والمسلمة الصينية التي ينتمي إليها ما وزانج أن تهزم شنغ عندما طلب المساعدة من الاتحاد السوفيتي. تسبب ذلك في الغزو السوفيتي لسنجان وتراجع ما تشونغ يينغ بعد معركة توتونغ.
في هذه المرحلة، كان شيانج كاي شيك نفسه مستعدًا لدخول المعركة لمساعدة ما في طرد شنغ شيكاي، ومعه أكثر من 150,000 جندي و15 مليون يوان. ومع ذلك، قيل له إنه سيكون من المستحيل ضمان ما يكفي من الطعام والماء والوقود والإمدادات الأخرى للقوات، لذلك ألغى شيانج الرحلة. لقد علق شنغ على هذا الأمر قائلًا: «لا يحب شيانج كاي شيك سياساتي، لكنه لا يستطيع فعل أي شيء بي. أنا بعيد جدًا عن متناول يده».